# Yokaia
Yokaia (Ukiah) /=south valey, ili deep valley/  značajno pleme Pomo Indijanaca, porodica Kulanapan, naseljeno na južnim dijelu doline Ukiah u okrugu Mendocino, Kalifornija. Govore jezikom središnji ili central pomo, danas gotovo nestalim. Grad i dolina imenovani su po njima. Ostali nazivi: Ukias (Taylor), Yukai (Gibbs), Yo-kai-a-mah (Powers), i sl.

## Vanjske poveznice
- Pomo People: Brief History